# Florent Da Silva
Florent Sanchez Da Silva (Vaulx-en-Velin, 2 april 2003) is een Frans voetballer die bij voorkeur als offensieve middenvelder speelt. Hij speelt bij US Orléans.

## Clubcarrière
Sanchez begon zijn voetbalopleiding bij US Meyzieu voordat hij in 2010 overstapte naar de jeugdacademie van Olympique Lyon. In 2018/19 speelde hij twee wedstrijden in de UEFA Youth League. Het seizoen daarop kwam hij wederom uit voor de onder 19, maar ook voor het tweede team. Het volgende seizoen (2020/21) speelde hij aanvankelijk alleen voor het tweede team en kwam hij tot acht optredens. Op 6 februari 2021 (speeldag 24) maakte hij zijn debuut in de Ligue 1 in een 3-0 overwinning op RC Strasbourg, door in de 88e minuut in te vallen voor Karl Toko Ekambi. Eind januari 2022 werd hij, na in 2021/22 alleen bij de reserves te hebben gespeeld, uitgeleend aan derdeklasser FC Villefranche Beaujolais. Hij keerde vervolgens na een paar maanden terug naar Lyon voordat hij begin 2023 voor het restant van het seizoen werd uitgeleend aan FC Volendam.
Op 8 januari 2023 maakte Sanchez namens FC Volendam zijn debuut in de Eredivisie, in een met 3-0 gewonnen uitwedstrijd tegen SC Cambuur. Een week later scoorde hij tegen RKC Waalwijk (2-1 winst) na 81 minuten spelen het winnende doelpunt op aangeven van Gaetano Oristanio. Hij sloot het seizoen af met acht wedstrijden als basisspeler en vijf invalbeurten in een half jaar tijd, voordat hij medio 2023 weer terugkeerde naar Lyon.
Op 30 juli 2023 werd bekendgemaakt dat Sanchez in het seizoen 2023/24 werd uitgeleend aan RWDM, de Belgische zusterclub van Lyon. De club degradeerde dat seizoen uit de hoogste klasse. Nadien keerde Sanchez terug naar Lyon, waar hij nog een contract had tot medio 2025.
Nadat een doorbraak in het eerste elftal van Olympique Lyon uitbleef, tekende Sanchez in november 2024 een contract bij derdeklasser US Orléans.

## Trivia
- Sanchez begon zijn voetbalcarrière als Florent Da Silva, maar koos later voor Florent Sanchez om zijn moeder te eren.[8]